# Мутала
Мутала (швед. Motala, швед. вимова: [²muːˌtɑːla] ( прослухати)) — місто та адміністративний центр комуни Мутала, лен Естерйотланд, Швеція. Населення — 29 823 жителів (41 956 в усій комуні) у 2010 році. Це третє за населенням місто лену Естерйотланд, за Лінчепінгом та Норрчепінгом. Мутала знаходиться на східному узбережжі озера Веттерн та розглядається як центр Гета-каналу та озерного регіону, що оточує його.

## Історія

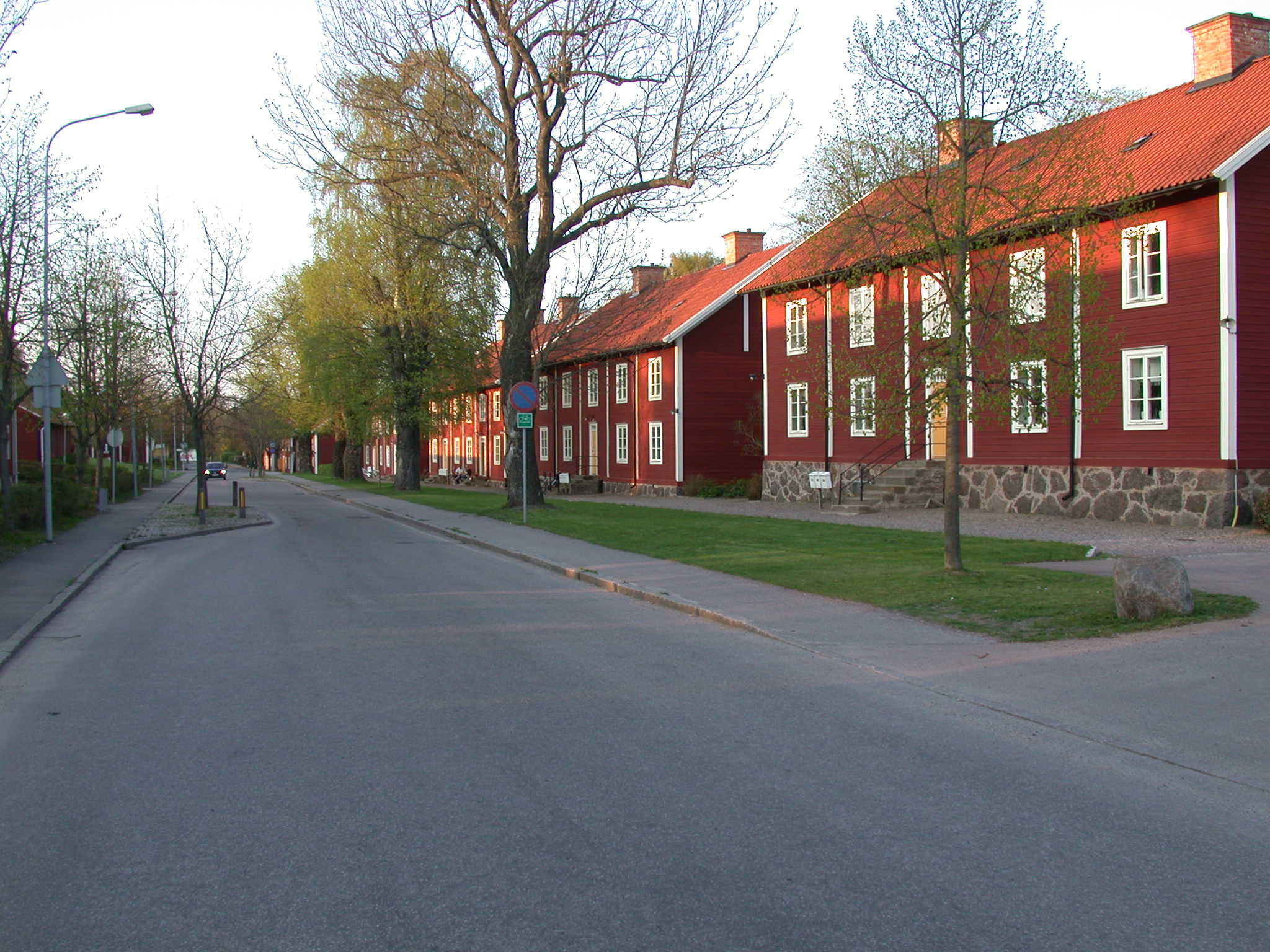
Житло робітників в Муталі

Мутальська церква датується XIII століттям. Протягом декількох століть Мутала залишалася невеликим селищем, головним чином розглядалося як стоп-пункт на дорозі до сусіднього міста Вадстена, одного з культурних центрів середньовічної Швеції. Тим не менш, король Густав I Ваза мав садибу, побудовану в Муталі і пізніше королева Христина I мала літню резиденцію побудована на спа курорті Медеві, 20 км на північ від міста.
Коли на початку XIX століття був побудований Гета-канал, Мутала став важливим містом для торгівлі на каналі. Будівельник каналу, Балтзар фон Платен (1766—1829) має свою могилу поруч. Місто отримало незначний привілейований статус  чепінг  у 1823 році, тоді як повний статус міста був наданий 1 квітня 1881 року. Зі шведською муніципальною реформою 1971 року Мотала стала центром комуни Мутала.
Motala Verkstad — інженерна компанія, що спеціалізується на мостовому і залізничному будівництві. У фантастичному романі  Двадцять тисяч льє під водою  Жуля Верна, ніс підводного човна  Наутилус був побудований в Motala Verkstad. Пізніше великі шведські промислові виробники, такі як Electrolux і Luxor AB, побудували свої основні заводи в місті.
У 1963 році Tetra Pak встановила першу пакувальну машину Tetra Brik у Муталі.

## Клімат
Мутала має помірний клімат. Озеро Веттерн забезпечує Муталу трохи більш прохолодним літом і м'якими зимами в порівнянні з районами внутрішнього Естерйотланд (±0,5-0,9 °C в порівнянні з сусіднім містом Лінчепінг). Найтепліший місяць — липень із середньодобовою середньою температурою 16,4°С, середньодобовою температурою 21,6°С. Найхолодніший місяць — лютий із середньодобовим середнім значенням на рівні -3,3 °C, середньодобовою температурою -0,1 °C. Екстремальні температури записані між 1961—1990 рр., зареєстровані метеостанцією Motala Kraftverk, досягають -26,3 °C у лютому 1985 р. та 32.6 °C у серпні 1975 року.
У Муталі звичайно випадає багато опадів, найвологішим місяцем є серпень з середніми 71 мм дощу. Найсухішим місяцем є березень, середній рівень опадів — 29 мм.

## Довгохвильове радіо

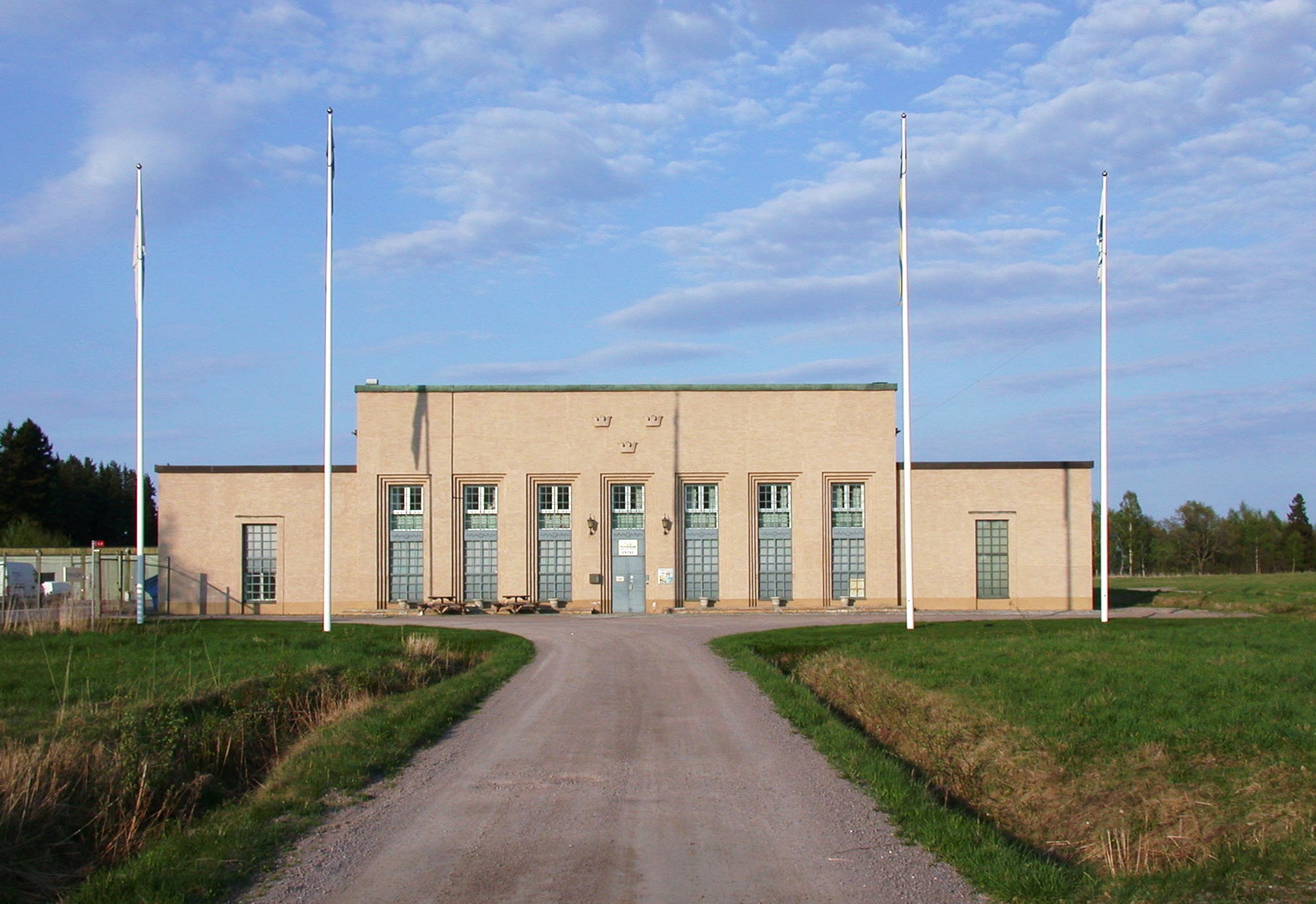
Стара довгохвильова станція мовлення в Муталі

Інший важливий епізод історії Мутали почався в 1927 році, коли була побудована шведська національна станція Motala långvåg. Місто знаходиться на середині прямої лінії між двома найбільшими містами Швеції Стокгольмом і Гетеборгом. Радіопередачі передавалися зі студій у Стокгольмі до Мутали по телефонному проводу. Виклик був «Стокгольм-Мутала». Передавач працював на частоті 191 кГц до 1962 року, коли станція була переміщена до Орлунди. Починаючи з 1991 року, шведська телерадіокомпанія взагалі не мала передач довгохвильової передачі, але передавач Мутала, який є сьогодні музеєм, іноді виробляє малопотужні передачі, які можуть бути отримані тільки в районі Мутали.
На передавачі в Ервастебю, поблизу Мутали, стоїть 332-метрова щогла, що використовуються для FM- і ТБ-мовлення.
За декілька років до створення телевізійної станції в Муталі була заснована компанія Luxor AB. Ця компанія незабаром стала одним з найбільших радіо і пізніше телевізійних виробників у Швеції. В 1980-х роках Luxor почав виробляти власну лінію комп'ютерів, як-от ABC 80. В 1985 році Луксор був придбаний Nokia, і в кінцевому підсумку виробництво перемістилося в інше місце.

## Пам'ятки
- Мотормузей (site [Архівовано 19 вересня 2015 у Wayback Machine.]) містить автомобілі та багато інших експонатів, включаючи мотоцикли, гоночні автомобілі, радіо, програвачі, інструменти та багато, багато інших об'єктів з XX століття.
- Шведський музей мовлення з двома радіовежами.
- Гета-канал зі шлюзами.
- Старий Motala Verkstad з музеями та виставками в історичних будівлях.
- Моталська церква XIII століття.
- Музей Мутали в палаці Шарлоттенборг.
- Пляж Варамон.
- Могила Балтазара фон Платена, розташована вздовж каналу Гета.

## Спорт
- Мутала — футбольний клуб
- БК Зерос — баскетбольний клуб
- ІФК Мутала — клуб по хокею м'ячем